# 愛知県道416号赤羽根野田線
愛知県道416号赤羽根野田線（あいちけんどう416ごう あかばねのだせん）は、愛知県田原市を通る一般県道である。

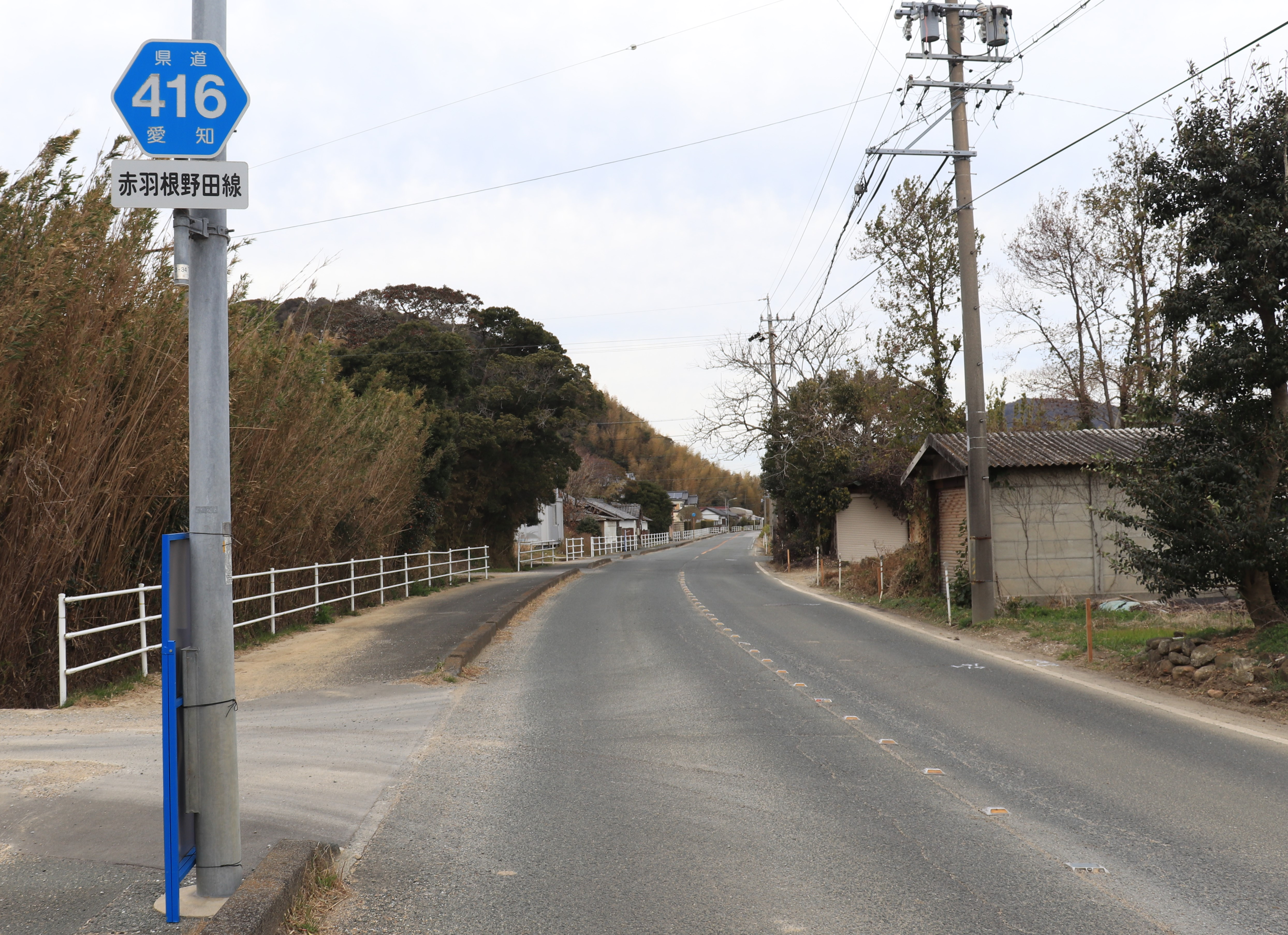
愛知県道416号赤羽根野田線の標識、田原市野田町にて

## 概要

### 路線データ

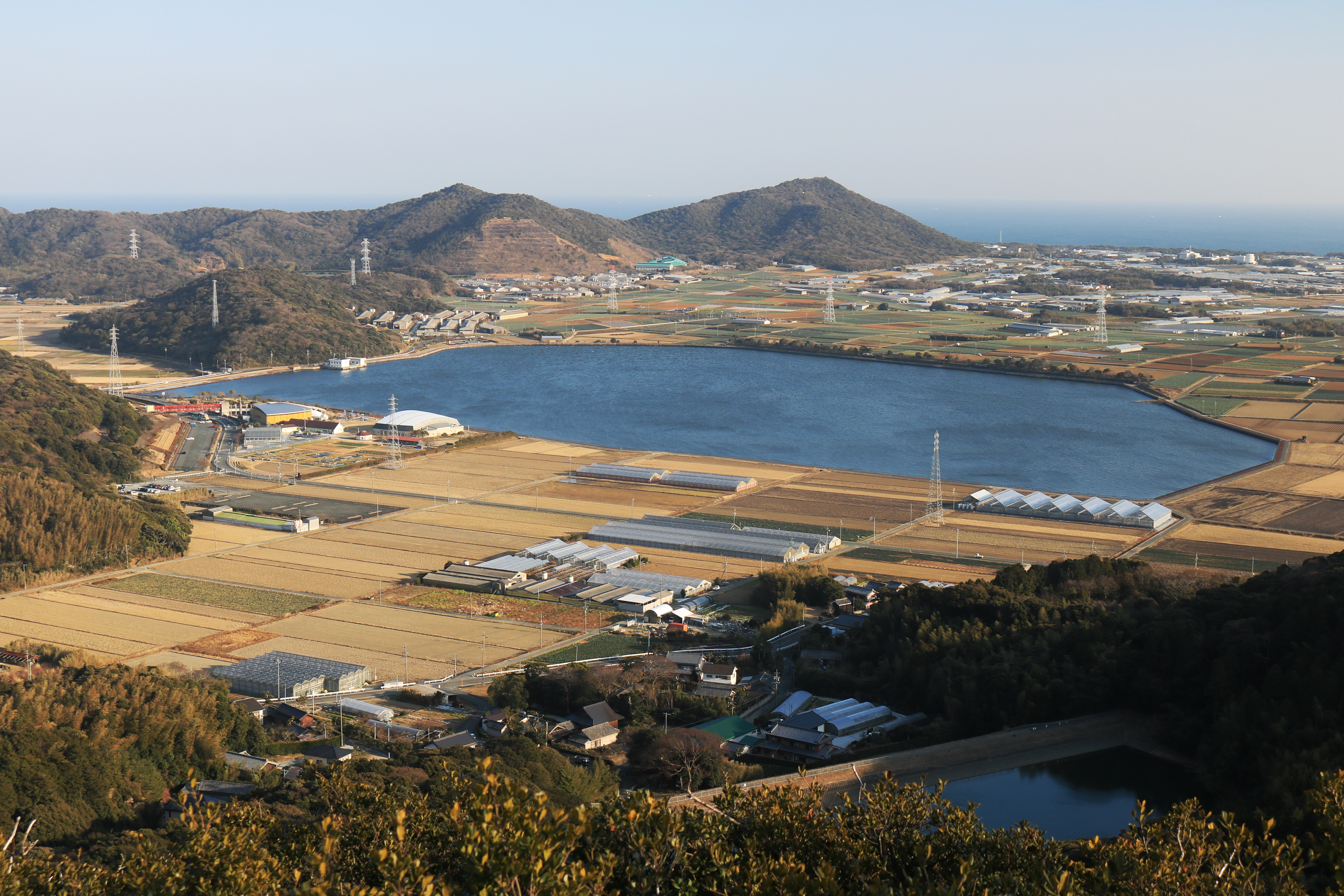
芦ヶ池の東岸沿いを通り渥美半島を南北に縦断し、南側の国道42号に接続する愛知県道416号赤羽根野田線

- 起点：愛知県田原市赤羽根町（赤羽根農協前交差点：国道42号交点）
- 終点：愛知県田原市野田町（国道259号交点）
- 全長：約4.8km

## 沿革
- 1959年12月15日 認定

## 通過する自治体
- 愛知県
  - 田原市

## 主な接続道路
- 国道42号（表浜街道）（赤羽根農協前交差点）

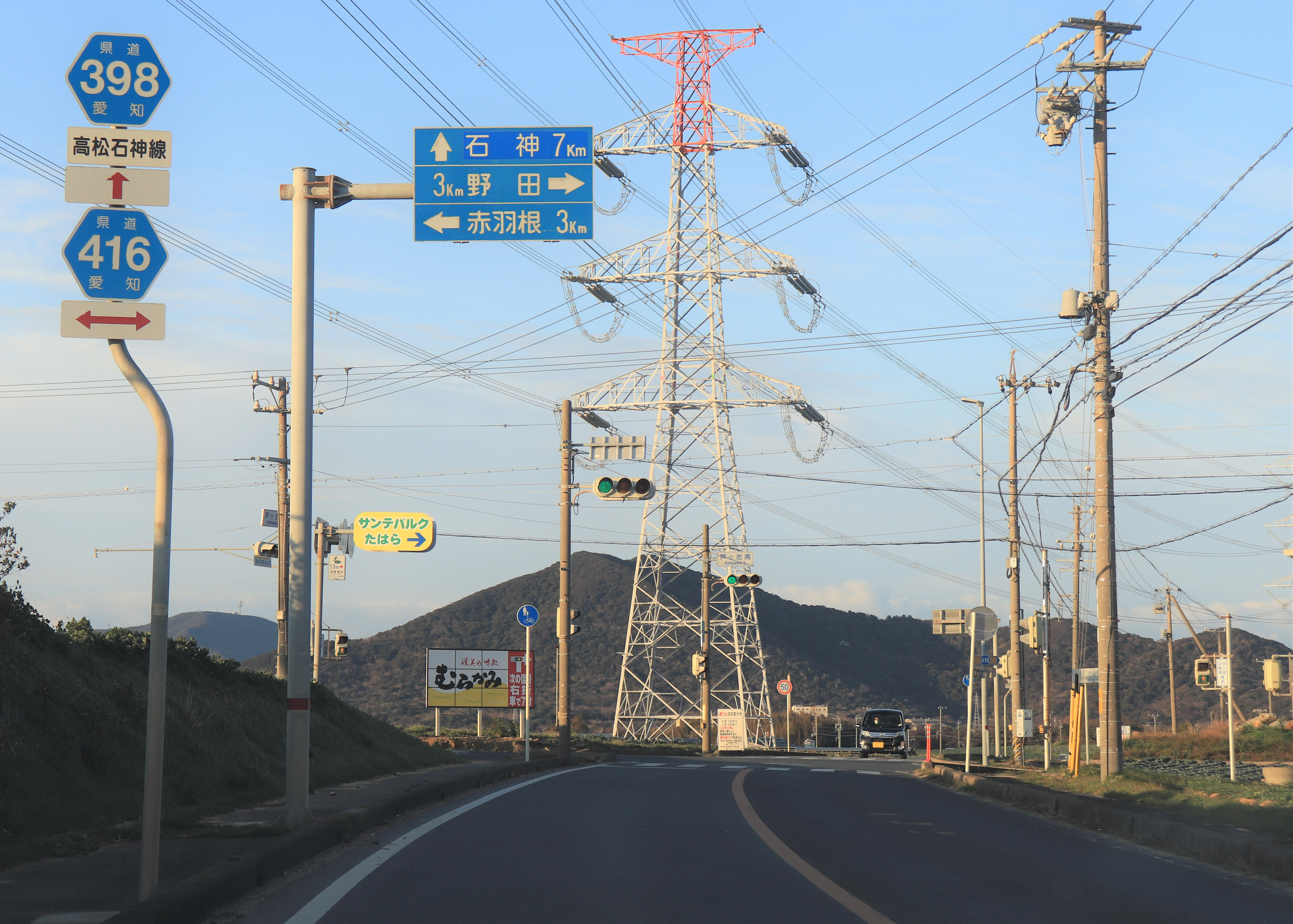
愛知県道398号高松石神線との芦ヶ池南交差点、田原市野田町にて

- 愛知県道398号高松石神線（芦ヶ池南交差点）
- 国道259号（田原街道）（田原市野田町）

## 沿線周辺
- 田原市赤羽根支所
- 芦ヶ池 ： ため池百選
- 田原市芦ヶ池農業公園（サンテパルクたはら）
- 田原市立野田中学校